# Proserpio
Proserpio är en ort och kommun i provinsen Como i regionen Lombardiet i Italien. Kommunen hade 927 invånare (2018).